# Репнин, Аникита Иванович
Князь Аники́та Ива́нович Репни́н (1668, Москва — 3 [14] июля 1726, Рига) — русский военачальник и государственный деятель, генерал-фельдмаршал (1724), участник Северной войны.
Первый генерал-губернатор Рижской губернии (с 1719 года до самой смерти), второй по счёту (после А. Д. Меншикова) Президент Военной коллегии (1724—1726).

## Ранние годы
Родился в семье боярина, новгородского и тамбовского воеводы, начальника Сибирского приказа Ивана Борисовича Репнина (ум. 1697) и его жены Евдокии Никифоровны Плещеевой (ум. 1695). В 16 лет начал придворную службу спальником и вошёл в тесный круг приближённых молодого царя Петра Алексеевича. В 1685 году, при учреждении потешной роты, пожалован поручиком её. Во время Стрелецкого бунта 1689 года одним из первых прибыл в Троицкий монастырь для охраны царя Петра от сторонников Софьи.
В чине полуполковника Преображенского полка участвовал в кожуховских манёврах (1694), в 1695 году получил боевое крещение под Азовом, находясь в главной квартире в качестве генерал-адъютанта генерала А. М. Головина. Второй Азовский поход в 1696 году совершил в отряде генерал-адмирала Ф. Лефорта в должности капитана морской роты.
В 1698 году именовался генерал-майором и содействовал быстрому усмирению стрелецкого бунта в Москве, своевременно успев занять Воскресенский монастырь.

## В годы Северной войны
В 1699 году Репнину поручено было сформировать в Казани 10 солдатских (пехотных) полков; набор в низовых городах произведён был Репниным лично. Формирование было закончено в следующем году, причём 8 новонабранных полков составили «третье генеральство» действующей армии под началом Репнина (кроме того, после смерти генерала П. Гордона ему подчинён Бутырский полк).
Генеральство (дивизия) Репнина: название полков по фамилиям своих полковых командиров (Бутырский — бывший Гордона, Кашпира Гулица — 1100 чел., Ивана Буша — 1100 чел., Николая фон-Вердена — 1100 чел., Захария Кро — 1000 чел., Алексея Дейдюта — 1000 чел., Петра фон-Буковина — 1000 чел., Ивана Бернера — 1000 чел., Павла Бернера — 1000 чел., Ивана Англера — 1000 чел.)
15 июня 1700 года

Великий Государь Царь и Великий Князь Пётр Алексеевич… пожаловал ближнего стольника, Преображенского полка подполковника князя Никиту Ивановича Репнина за многие его службы и радение указал ему быть в генералах и ведать выборный полк генерала Петра Ивановича Гордона.— Бобровский П. О. История лейб-гвардии Преображенского полка. Том 1. — СПб., 1900.
В октябре 1700 года Репнин выступил со своей «дивизией» под Нарву, но, узнав на марше у оз. Самро о поражении русских, повернул назад и спешно отошёл к р. Луге, где принял на себя отступавшие остатки армии и вместе с ними вернулся в Новгород, где — по повелению Петра — занялся приведением в порядок расстроенных русских полков. В Новгороде он оставался всю зиму 1700/01 года, причём некоторое время исполнял обязанности губернатора вместо взятого в плен генерал-майора И. Ю. Трубецкого.
В 1701 году во главе 20-тысячного корпуса направлен в Лифляндию для содействия саксонскому фельдмаршалу Штейнау, ничем не помог союзникам в несчастном сражении на Двине 8/19 июля 1701 года, после чего в середине августа вернулся в Россию.
10 октября 1704 года генерал князь Репнин назначен полковником-шефом пехотного полка. Указом Петра I от 10 марта 1708 года полк назван Тобольским пехотным полком.
В последующем А. И. Репнин участвовал в завоевании русскими Ингрии и Прибалтики, был вторым командующим генералом при взятии Нотебурга (1702), Ниеншанца (1703), Нарвы (1704) и Митавы (1705). В январе 1706 года вместе с генерал-фельдмаршал-лейтенантом Г. Б. Огильви был блокирован шведским королём Карлом XII в Гродно, но сумел вырваться и соединиться с основными силами, совершив переход из Гродно через Брест и Волынь к Киеву.
В январе 1707 года подал на имя Петра I доклад, в одном из пунктов просил царя дать пехотным полкам имена по городам (вместо обычая носить имена их полковников, которые часто менялись), как уже было проведено в драгунских полках. Только в марте 1708 года это предложение было принято Петром.
Репнин продолжал командовать дивизией в кампаниях 1707—1708 годов. В 1708 году потерпел поражение от Карла XII при Головчине, отдан под трибунал и лишён генеральского звания, но после победы при Лесной заступничеством генерала М. М. Голицына был прощён и вернул себе генеральский чин. При Полтаве командовал центром русской армии, после победы стал кавалером ордена Андрея Первозванного. Был также кавалером польского ордена Белого орла.
Осенью 1709 года повёл свои полки в Прибалтику, где при осаде Риги снова был вторым командующим, после Б. П. Шереметева, часто его заменяя. При взятии Риги в 1710 году первым вошёл в город, сменив своими войсками шведские караулы, и был назначен губернатором Риги. До 17 октября ведал также гражданским управлением Лифляндии.
В 1711 году во время Прутского похода командовал авангардом.
В 1712—1713 годах снова состоял вторым, после А. Д. Меншикова, начальником войск в Померании, участвовал во взятии Тённинга и Штеттина, получил от датского короля орден Слона. В 1715 году защищал от шведов побережье Курляндии.

## Управление Лифляндией
С 1719 года — генерал-губернатор Рижской губернии, с 1724 года совмещал эту службу с обязанностями президента Военной коллегии.
Ему удалось сгладить существовавшие до него трения и успешно справиться с нелёгким делом управления недавно покорённой страной, — задачей, тем более трудной, что многочисленные привилегии горожан и дворянства делали их совершенно «недоступными губернаментству и гоф-герихту».
Оценив деятельность Репнина, Пётр I постепенно расширял полномочия генерал-губернатора. Указом от 24 февраля 1720 года в ведение Репнина были переданы все дела, «которые к охранению города Риги принадлежат». Несколько позже ему был передан контроль за городскими доходами и расходами и наблюдение за избранием выборных должностных лиц. Немало трудов положил Репнин на развитие рижской торговли, вернейший путь к которому он видел в оборудовании многочисленного торгового флота. Он заложил с этой целью верфь в Риге и усиленно хлопотал о соединении Кишозеро (латыш. Ķīšezers) — озеро в северо-восточной части Риги — каналом с рекой Трейден-Аа (нем. Treiden-Aa), по-латышски Гауя (латыш. Gauja), в старину у русских Гойва.

## Борьба за престол
Во время очередной опалы А. Д. Меншикова 20 января 1724 года Репнин был назначен вместо него президентом Военной коллегии; 7 мая 1724 года, по случаю коронации Петром I своей жены Екатерины I императрицей, получил чин генерал-фельдмаршала.
В Петербурге Репнин был втянут в борьбу придворных партий, которая особенно обострилась из-за ухудшения здоровья царя и неясности вопроса о престолонаследии. После смерти Петра I 28 января 1725 года Репнин, как и другие представители родовитого боярства, высказался за воцарение Петра II, но затем поддержал мнение Меншикова о передаче короны Екатерине I. По случаю её воцарения осыпан милостями и удостоен ордена Св. Александра Невского.
Меншиков, опасавшийся чрезмерного возвышения Репнина, отобрал у него руководство Военной коллегией и добился его возвращения в Ригу для осмотра магазинов, артиллерии и амуниции, пополнения запасов и постройки нового траншемента на берегу Двины. Из этой командировки Репнин уже не вернулся, ибо в том же году умер. Похоронен в Алексеевской церкви.

## Семья
Аникита (Никита) Репнин был женат дважды:
1. жена княжна Прасковья Михайловна Лыкова (ум. 1686), дочь боярина князя М. И. Лыкова (1640—1701), последнего в этом роде.
  - Анна Аникитична, замужем 1-м браком за князем Б. Ф. Хованским, 2-м браком — за князем Ф. П. Хованским.
  - Иван Аникитич (1686—1727), полковник Ярославского пехотного полка; у него сын Пётр.
2. жена княжна Прасковья Дмитриевна Голицына (1671—1708), дочь ближнего стольника князя Д. А. Голицына и А. И. Пожарской.
  - Василий Аникитич (около 1696—1748), генерал-аншеф, генерал-фельдцейхмейстер; его сын Николай, генерал-фельдмаршал, последний из Репниных прямой линии.
  - Юрий Аникитич (1701—1744), генерал-поручик.
  - Сергей Аникитич.

В 1717 году князь Репнин просил у царя Петра разрешения в порядке исключения возвратить сыновей из Германии, куда они были отправлены изучать военное дело, но вместо того запутались в долгах.
А. И. Репнин также имел внебрачных детей, которые при рождении носили фамилию Аникитины, а с 1732 года получили право именоваться Репнинскими:
- Андрей Аникитич (ум. 1739)
- Николай Аникитич, состоял флигель-адъютантом при принце Антоне-Ульрихе Брауншвейг-Люнебургском.
- Екатерина Аникитична (ум. 1739)